# Conques-sur-Orbiel
Conques-sur-Orbiel (occitan: Concas) là một xã của Pháp, nằm ở tỉnh Aude trong vùng Occitanie.
Người dân địa phương trong tiếng Pháp gọi là Conquois et les Conquoises.

## Hành chính
| Danh sách các xã trưởng                |           |                         |      |         |
| Giai đoạn                              | Giai đoạn | Tên                     | Đảng | Tư cách |
| 1841                                   | 1848      | Antoine Peyre           |      |         |
| 1848                                   | 1855      | Olivier Alibert         |      |         |
| 1855                                   | 1860      | Guillaume-Bernard Patau |      |         |
| 1860                                   | 1862      | Antoine Passebosc       |      |         |
| 1862                                   | 1870      | Adrien Cazaneuve        |      |         |
| 1870                                   | 1871      | Lucien lucet            |      |         |
| 1871                                   | 1872      | Antoine Escouperié      |      |         |
| 1872                                   | 1874      | Antoine Peyre           |      |         |
| 1874                                   | 1878      | Adrien Cazaneuve        |      |         |
| 1878                                   | 1881      | Louis Rajol             |      |         |
| 1881                                   | 1884      | Léon Amiel              |      |         |
| 1884                                   | 1888      | Louis Rajol             |      |         |
| 1888                                   | 1894      | Armand Leguebaques      |      |         |
| 1894                                   | 1900      | Armand Bertrou          |      |         |
| 1900                                   | 1903      | Paul Cazanave           |      |         |
| 1903                                   | 1919      | Marius Cals             |      |         |
| 1919                                   | 1938      | Jules Vidal             |      |         |
| 1938                                   | 1944      | Jacques Réqui           |      |         |
| 1944                                   | 1944      | Julien Montsarrat       |      |         |
| 1944                                   | 1982      | Félix Roquefort         | PCF  |         |
| 1982                                   | 2001      | Georges Martzel         | PCF  |         |
| tháng 3 năm 2001                       | 2014      | Jean Chapet             | PCF  |         |
| Tất cả các dữ liệu trước đây không rõ. |           |                         |      |         |

## Thông tin nhân khẩu
| Năm | 1962  | 1968  | 1975  | 1982  | 1990  | 1999  | 2007  |
| --- | ----- | ----- | ----- | ----- | ----- | ----- | ----- |
| Dân số | 1 585 | 1 662 | 1 692 | 1 786 | 2 043 | 2 061 | 2 239 |
| From the year 1968 on: No double counting—residents of multiple communes (e.g. students and military personnel) are counted only once. |       |       |       |       |       |       |       |

## Nhân vật nổi bật
- Albert Gau